# Conchylia ditissimaria
Conchylia ditissimaria là một loài bướm đêm trong họ Geometridae.